# Maoriblatta brunni
Maoriblatta brunni är en kackerlacksart som först beskrevs av Johann Dietrich Alfken 1903.  Maoriblatta brunni ingår i släktet Maoriblatta och familjen storkackerlackor. Inga underarter finns listade i Catalogue of Life.